# Theraphosinae
Sous-famille
Les Theraphosinae sont une sous-famille de mygales terrestres du nouveau monde. Ils ont pour particularité de posséder des soies urticantes sur leur abdomen qu'elles peuvent lancer en direction d'un prédateur en cas d'attaque. Ce sont également des mygales très populaires chez les collectionneurs et dans les animaleries dû à leur très faible venimosité.

## Liste des genres
- Acanthoscurria Ausserer, 1871
- Aenigmarachne Schmidt, 2005
- Aphonopelma Pocock, 1901
- Bonnetina Vol, 2000
- Brachypelma Simon, 1891
- Chromatopelma Schmidt, 1995
- Citharacanthus Pocock, 1901
- Clavopelma Chamberlin, 1940
- Crassicrus Reichling & West, 1996
- Cyclosternum Ausserer, 1871
- Cyriocosmus Simon, 1903
- Cyrtopholis Simon, 1892
- Euathlus Ausserer, 1875
- Eupalaestrus Pocock, 1901
- Grammostola Simon, 1892
- Hapalopus Ausserer, 1875
- Hapalotremus Simon, 1903
- Hemirrhagus Simon, 1903
- Homoeomma Ausserer, 1871
- Lasiodora C. L. Koch, 1850
- Lasiodorides Schmidt & Bischoff, 1997
- Maraca Pérez-Miles, 2006
- Megaphobema Pocock, 1901
- Melloleitaoina Gerschman & Schiapelli, 1960
- Metriopelma Becker, 1878
- Neostenotarsus Pribik & Weinmann, 2004
- Nhandu Lucas, 1983
- Ozopactus Simon, 1889
- Pamphobeteus Pocock, 1901
- Paraphysa Simon, 1892
- Phormictopus Pocock, 1901
- Plesiopelma Pocock, 1901
- Pseudhapalopus Strand, 1907
- Reversopelma Schmidt, 2001
- Schismatothele Karsch, 1879
- Schizopelma F. O. P.-Cambridge, 1897
- Sericopelma Ausserer, 1875
- Sphaerobothria Karsch, 1879
- Stichoplastoris Rudloff, 1997
- Theraphosa Thorell, 1870
- Thrixopelma Schmidt, 1994
- Tmesiphantes Simon, 1892
- Vitalius Lucas, Silva & Bertani, 1993
- Xenesthis Simon, 1891